# Tresson
Tresson és un municipi francès situat al departament del Sarthe i a la regió de País del Loira. L'any 2007 tenia 473 habitants.

## Demografia

### Població
El 2007 la població de fet de Tresson era de 473 persones. Hi havia 213 famílies de les quals 67 eren unipersonals (47 homes vivint sols i 20 dones vivint soles), 83 parelles sense fills, 59 parelles amb fills i 4 famílies monoparentals amb fills.
La població ha evolucionat segons el següent gràfic:
Habitants censats

### Habitatges
El 2007 hi havia 293 habitatges, 218 eren l'habitatge principal de la família, 50 eren segones residències i 25 estaven desocupats. 287 eren cases i 5 eren apartaments. Dels 218 habitatges principals, 163 estaven ocupats pels seus propietaris, 51 estaven llogats i ocupats pels llogaters i 4 estaven cedits a títol gratuït; 3 tenien una cambra, 18 en tenien dues, 52 en tenien tres, 64 en tenien quatre i 82 en tenien cinc o més. 156 habitatges disposaven pel capbaix d'una plaça de pàrquing. A 99 habitatges hi havia un automòbil i a 93 n'hi havia dos o més.

### Piràmide de població
La piràmide de població per edats i sexe el 2009 era:
| Homes | Edats   | Dones |
| ----- | ------- | ----- |
| 0     | 95 o +  | 0     |
| 0     | 90 a 94 | 4     |
| 4     | 85 a 89 | 4     |
| 4     | 80 a 84 | 4     |
| 8     | 75 a 79 | 16    |
| 12    | 70 a 74 | 16    |
| 24    | 65 a 69 | 24    |
| 24    | 60 a 64 | 20    |
| 8     | 55 a 59 | 8     |
| 4     | 50 a 54 | 12    |
| 12    | 45 a 49 | 8     |
| 8     | 40 a 44 | 12    |
| 24    | 35 a 39 | 16    |
| 28    | 30 a 34 | 16    |
| 8     | 25 a 29 | 16    |
| 8     | 20 a 24 | 16    |
| 8     | 15 a 19 | 12    |
| 20    | 10 a 14 | 8     |
| 4     | 5 a 9   | 4     |
| 12    | 0 a 4   | 20    |

## Economia
El 2007 la població en edat de treballar era de 275 persones, 222 eren actives i 53 eren inactives. De les 222 persones actives 189 estaven ocupades (108 homes i 81 dones) i 34 estaven aturades (15 homes i 19 dones). De les 53 persones inactives 30 estaven jubilades, 12 estaven estudiant i 11 estaven classificades com a «altres inactius».

### Ingressos
El 2009 a Tresson hi havia 221 unitats fiscals que integraven 489 persones, la mediana anual d'ingressos fiscals per persona era de 15.192 €.

### Activitats econòmiques
Dels 21 establiments que hi havia el 2007, 1 era d'una empresa extractiva, 1 d'una empresa alimentària, 1 d'una empresa de fabricació d'altres productes industrials, 2 d'empreses de construcció, 5 d'empreses de comerç i reparació d'automòbils, 1 d'una empresa de transport, 2 d'empreses d'hostatgeria i restauració, 4 d'empreses de serveis, 2 d'entitats de l'administració pública i 2 d'empreses classificades com a «altres activitats de serveis».
Dels 5 establiments de servei als particulars que hi havia el 2009, 1 era una oficina de correu, 1 guixaire pintor, 1 lampisteria, 1 perruqueria i 1 restaurant.
Dels 3 establiments comercials que hi havia el 2009, 1 era una botiga de menys de 120 m², 1 una fleca i 1 una carnisseria.
L'any 2000 a Tresson hi havia 37 explotacions agrícoles que ocupaven un total de 1.485 hectàrees.

## Equipaments sanitaris i escolars
El 2009 hi havia una escola elemental integrada dins d'un grup escolar amb les comunes properes formant una escola dispersa.

## Poblacions més properes
El següent diagrama mostra les poblacions més properes.